# Combrée
Combrée är en kommun i departementet Maine-et-Loire i regionen Pays de la Loire i nordvästra Frankrike. Kommunen ligger i kantonen Pouancé som tillhör arrondissementet Segré. År 2018 hade Combrée 2 785 invånare.

## Befolkningsutveckling
Antalet invånare i kommunen Combrée
| Referens: INSEE |